# Jean Bertoin
Jean Bertoin, né le 25 mai 1961, est un mathématicien français, qui traite de la théorie des probabilités.

## Biographie
Bertoin obtient son doctorat en 1987, sous la direction de Marc Yor à l'Université Pierre-et-Marie-Curie, avec une thèse intitulée « Étude du processus de Dirichlet ». Il y a enseigné et mené des recherches et il est professeur à l'Université de Zurich.
Il s'est intéressé aux processus de Lévy, au mouvement brownien et aux processus de fragmentation et de coalescence. Parmi ses doctorants figurent Amaury Lambert et Grégory Miermont.

## Prix et distinctions
En 1996, il a reçu le Prix Rollo-Davidson. En 2000, il est nommé membre junior de l'Institut universitaire de France. En 2012, il est conférencier invité au European Congress of Mathematics à Cracovie avec une conférence intitulée « Coagulation with limited agrégation » et en 2002 il est invité au Congrès international des mathématiciens à Pékin où il a donné une conférence sur « Some aspects of additifs coalescents ». En 2015, il est lauréat du Prix Thérèse Gautier pour avoir « inventé la théorie des processus de fragmentation, qui étudie la manière dont un objet se fragmente de façon aléatoire au cours du temps ».
Il est également membre correspondant de l’Académie mexicaine des sciences (en).

## Publications
- Lévy processes, Cambridge University Press, 1996.  (ISBN 0-52164-632-4)
- Random fragmentation and coagulation processes, Cambridge University Press, 2006.
- Subordinators: Examples and Applicationsin Jean Bertoin, Fabio Martinelli, Yuval Peres, Lectures on Probability Theory and Statistics, Ecole d'Eté de Probailités de Saint-Flour, XXVII - 1997, Lectures Notes in Mathematics 1717, Springer, 1999, P. 1-91.
- Jean Bertoin, Probabilités : cours de licence de mathématiques appliquées, 2000, 79 p. (lire en ligne)